# Мохамед Авад
Мохамед Авад (араб. محمد عواد, нар. 6 липня 1992, Ісмаїлія) — єгипетський футболіст, воротар клубу «Замалек» та національної збірної Єгипту. Виступав також за клуб «Ісмайлі». Дворазовий чемпіон Єгипту, дворазовий володар Кубка Єгипту, володар Суперкубка Єгипту, володар Кубка конфедерації КАФ та дворазовий володар Суперкубка КАФ.

## Клубна кар'єра
Мохамед Авад народився 1992 року в місті Ісмаїлія, та є вихованцем футбольної школи місцевого клубу «Ісмайлі». Професійну футбольну кар'єру розпочав 2013 року в основній команді того ж клубу, в якій грав до 2015 року, взявши участь у 16 матчах чемпіонату. Протягом 2015 року Авад грав у оренді в клубі «Аль-Масрі», після чого повернувся до «Ісмайлі». Протягом 2018—2019 років воротар грав у оренді в саудівському клубі «Аль-Вахда» (Мекка).
З 2019 року Авад грає у складі клубу «Замалек». У складі каїрської команди футболіст став дворазовим чемпіоном Єгипту, дворазовим володарем Кубка Єгипту, володарем Суперкубка Єгипту, володарем Кубка конфедерації КАФ та дворазовим володарем Суперкубка КАФ.

## Виступи за збірні
У 2011 році Мохамед Авад залучався до складу молодіжної збірної Єгипту. На молодіжному рівні зіграв у 2 офіційних матчах.
У 2017 році Авад дебютував у складі національної збірної Єгипту. У складі національної збірної грав до 2019 року, та провів у її складі 5 матчів.

## Титули і досягнення
- Чемпіон Єгипту (2):

«Замалек»: 2020—2021, 2021—2022
- Володар Кубка Єгипту (2):

«Замалек»: 2018—2019, 2020—2021
- Володар Суперкубка Єгипту (1):

«Замалек»: 2019
- Володар Кубка конфедерації КАФ (1):

«Замалек»: 2023—2024
- Володар Суперкубка КАФ (2):

«Замалек»: 2020, 2024